# Zápoľná
Zápoľná je národní přírodní památka v katastrálním území obce Východná v okrese Liptovský Mikuláš v Žilinském kraji na Slovensku. Území bylo vyhlášeno v roce 2001. Předmětem ochrany je vertikálně horizontální jeskyně v triasovém vápenci. Jeskyně je 1438 metrů dlouhá, s převýšením 59 metrů. Uvnitř se nachází jezírka a řídká sintrová výplň.